# Nicolas Pignatel Jenssen
Pour les articles homonymes, voir Jenssen.
Nicolas Pignatel Jenssen, né le 12 janvier 2002 en Norvège, est un footballeur norvégien qui évolue au poste de défenseur central.

## Biographie

### En club
Nicolas Pignatel Jenssen est formé par le Stabæk Fotball, et après un passage au FK Lyn il retourne au Kjelsås Fotball et y commence sa carrière. Le 11 janvier 2018, il signe son premier contrat avec son club formateur.
Il joue son premier match dans l'Eliteserien face au Strømsgodset IF, le 1er juillet 2020. Il entre en jeu à la place de Mats Solheim et Stabæk s'impose ce jour-là sur le score de deux buts à zéro.
Le 26 janvier 2022, Nicolas Pignatel Jenssen prolonge son contrat avec le Stabæk Fotball, signant jusqu'en décembre 2024 alors que le club vient d'être relégué en deuxième division. Il y voit une occasion de gagner en temps de jeu et s'imposer en équipe première.
Le 29 mars 2024, Nicolas Pignatel Jenssen rejoint l'IK Start. Il signe un contrat d'une saison, soit jusqu'en décembre 2024.

### En sélection
Nicolas Pignatel Jenssen représente l'équipe de Norvège des moins de 17 ans de 2018 à 2019 pour un total de quinze matchs joués. Joueur important de cette sélection, il officie régulièrement comme capitaine.
Avec les moins de 18 ans il fait deux apparitions en février 2020, dont une en tant que capitaine.
Il est sélectionné avec l'équipe de Norvège des moins de 20 ans, jouant son premier match avec cette sélection le 6 septembre 2021 contre l'Allemagne. Il est titulaire et les deux équipes se neutralisent (1-1 score final).